# Дембеле, Мамаду
Мамаду Дембеле (фр. Mamadou Dembelé; 21 января 1934, Каес, Французский Судан — 9 октября 2016, Бамако, Мали) — малийский хирург и государственный деятель, премьер-министр Мали (1986—1988).

## Биография
В 1955 г. окончил Академию Бордо с присуждением степени бакалавра в области экспериментальных наук, в 1966 г. получил докторскую степень и сертификат в области специализированных хирургических исследований в Университете Нанси.
Спустя 8 лет он стал ассистентом по общей хирургии и с 1974 по 1984 г. преподавал в Национальной медицинской школе Мали. Также являлся директором больницы Кати (1967—1971), а затем больницы Пойнт G (1981—1984).
Являлся ведущим малайским хирургом. Ввел в практику ряд операций по поводу осложнений плевро-легочного туберкулеза, травм грудной клетки, в области хирургии перикардита и онкологических заболеваний. Впервые в Мали выполнил пневмонэктомию и перикардэктомию. Автор публикаций в африканских и международных научных журналах. Являлся членом Французского общества хирургов и Международного колледжа хирургов.
Как один из руководителей Демократического союза малийского народа (ДСМН) считается ответственным за репрессии против участников студенческих движений 1979—1980 гг.
В 1984—1986 гг. — министр здравоохранения.
В 1986—1988 гг. — премьер-министр Мали.
Затем перешел на работу во Всемирную организацию здравоохранения (ВОЗ), был представителем ВОЗ в Демократической Республике Конго (1990—1993) и в Сенегале (1993—1996). Также являлся секретарем по внешним связям Центрального исполнительного бюро ДСМН.

## Награды и звания
Великий офицер Национального ордена Мали (посмертно), кавалер национальной медали за заслуги в области здравоохранения. Кавалер ордена Почётного легиона и Большого креста ордена «За заслуги перед Федеративной Республикой Германия».